# Oulianovsk (sous-marin)
Pour les articles homonymes, voir Oulianovsk (homonymie).
L'Oulianovsk est un sous-marin nucléaire d'attaque polyvalent de 4e génération de la Marine russe. C’est le septième navire du projet 885M (classe Iassen), ou le premier navire du projet 09853.

## Histoire
La quille du sous-marin a été posée le 28 juillet 2017,,,.
Selon les médias, le sous-marin nucléaire sera remis à la flotte en 2025.
Au début de l’année 2021, un message est apparu sur les réseaux sociaux indiquant que la construction du sous-marin nucléaire Oulianovsk était réalisée dans le cadre du projet 09853, et non dans le cadre du projet 885M. C’est-à-dire que l'Oulianovsk est le porteur du système d'armes des drones-torpilles Poséidon, aussi appelés « système océanique polyvalent Status-6 ».
Le projet 09853 est de taille similaire au sous-marin nucléaire Khabarovsk, mais il utilisera des systèmes et des mécanismes plus modernes.